# Harpactea hombergi
Harpactea hombergi (Scopoli, 1763) è un ragno appartenente alla famiglia Dysderidae.

## Distribuzione
La specie è stata reperita in diverse località della regione compresa fra l'Europa e l'Ucraina.

## Tassonomia
In un lavoro del 2008 gli aracnologi Rezác, Král & Pekár hanno suggerito l'ipotesi, sulla base della sola descrizione in latino, che Scopoli, nel 1763, si riferisse ad esemplari di Dysdera ninnii Canestrini, 1868 o a qualche altra specie di Harpactea, suggerendo di considerare la denominazione di Scopoli quale nomen dubium e di chiamare questa specie con la denominazione Dysdera latreillii Blackwall, 1832. Per procedere in tal senso occorrerebbe comunque riesaminare gli esemplari di Scopoli in questione, che non sono più rintracciabili, probabilmente sono andati perduti.
Non sono stati esaminati esemplari di questa specie dal 2008.
Attualmente, al dicembre 2013, non sono note sottospecie.